# Georges Jacob (Kunsttischler)

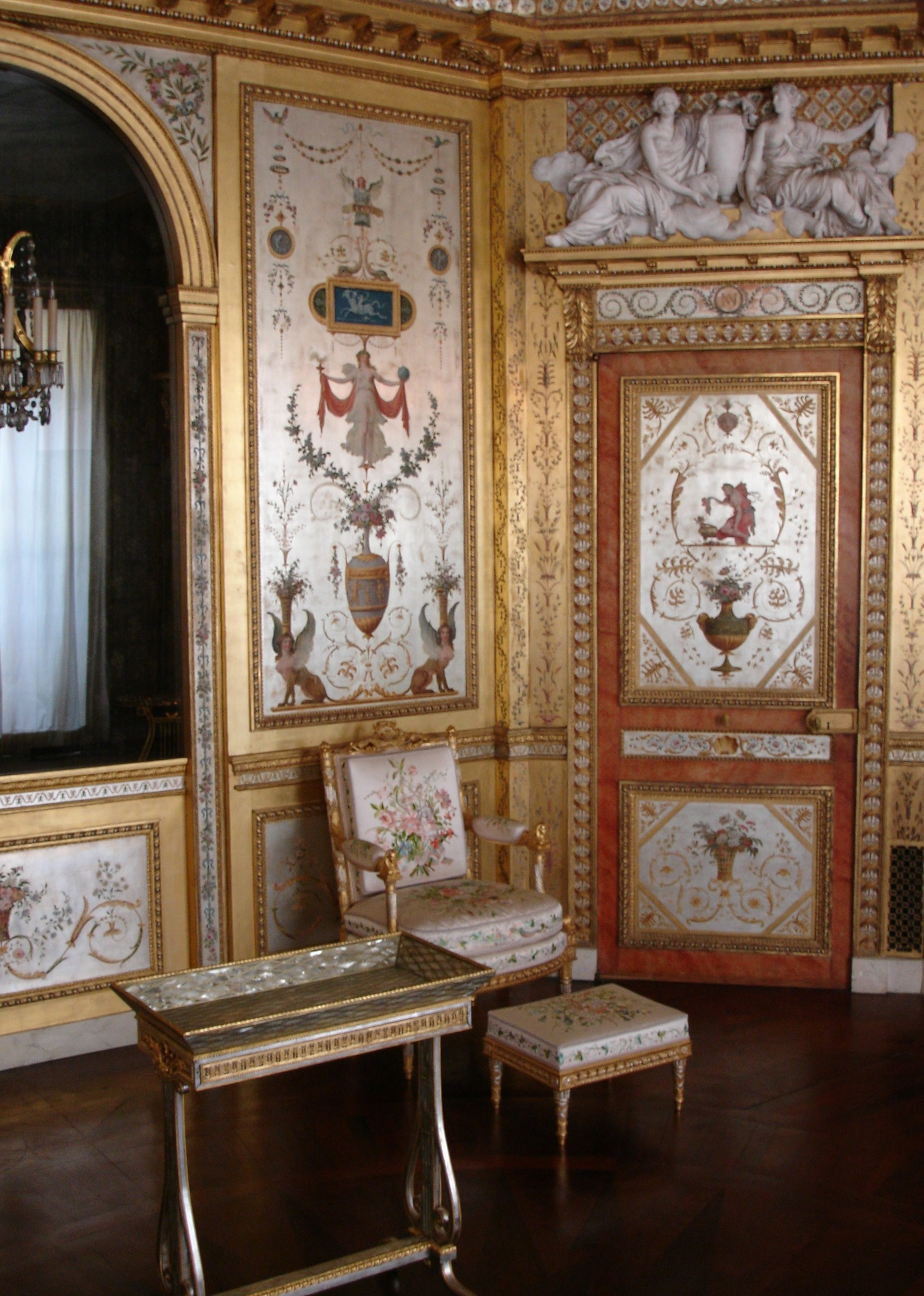
Boudoir der Königin

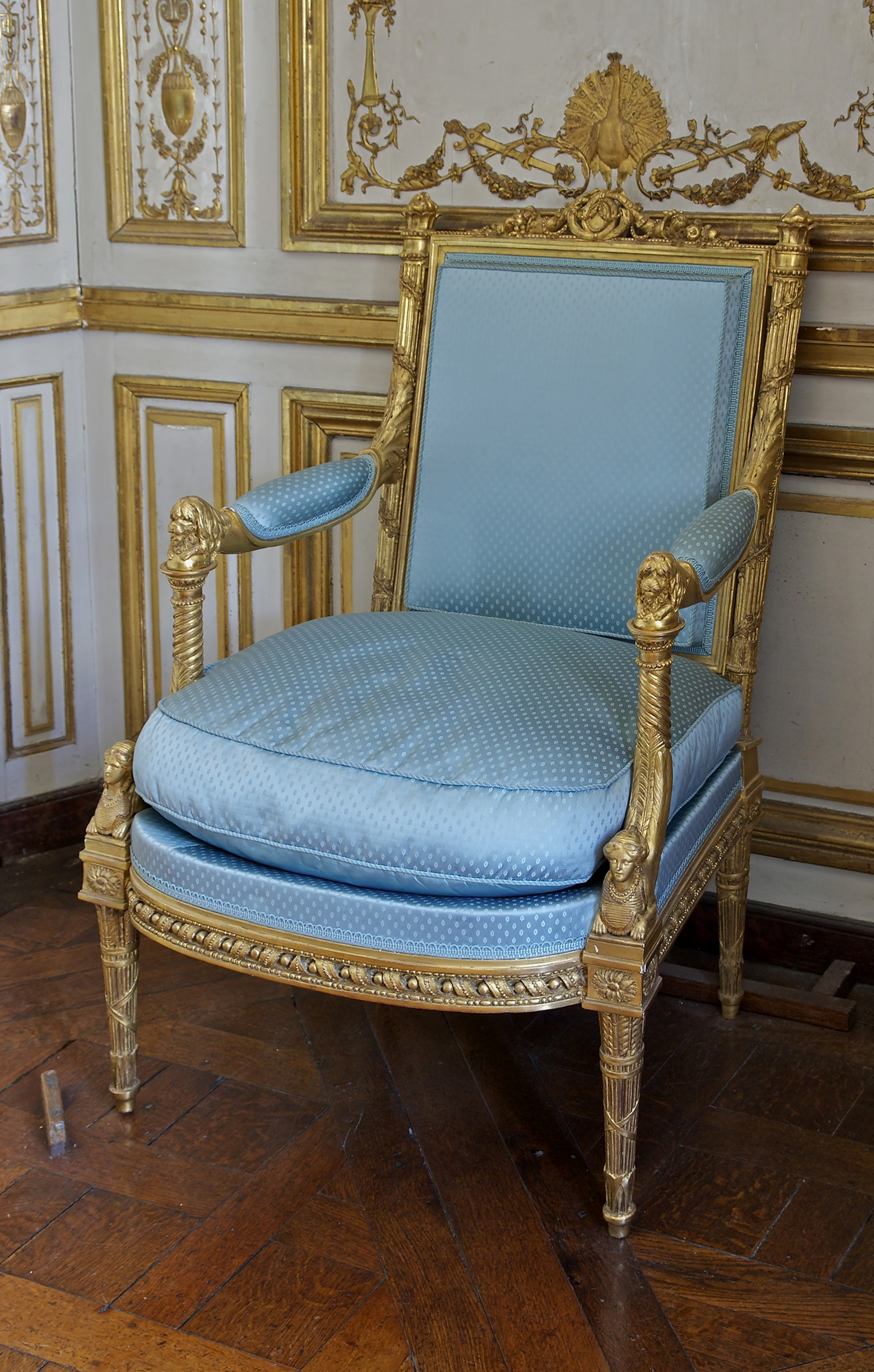
Stuhl von Georges Jacob im Schloss Versailles

Georges Jacob (* 6. Juli 1739 in Cheny (Burgund); † 5. Juli 1814 in Paris) war zu seinen Lebzeiten einer der beiden bekanntesten Pariser Kunsttischler. Sein Hauptkonkurrent war Jean-Baptiste-Claude Sené. Georges Jacob schuf eine Reihe geschnitzter, bemalter und vergoldeter Betten und Sitzmöbel im sogenannten Louis-Seize-Stil für die Schlösser der französischen Königsfamilie.
Jacob lebte ab 1754 in Paris und ging bei dem Stuhlmacher Jean-Baptiste Lerouge in die Lehre. Er traf dort Louis Delanois, einen Vertreter des Klassizismus, der großen Einfluss auf die stilistische Entwicklung von Jacob hatte. Am 4. September 1765 erhielt er seinen Meistertitel. Sein Meisterstück war ein kleiner Stuhl aus vergoldetem Holz, der heute noch existiert. 1767 heiratete Georges Jacob Jeanne-Germaine Loyer, mit der er fünf Kinder hatte.
Georges Jacob beschäftigte in seiner Werkstatt mehrere Schnitzer und Vergolder. 1796 zog er sich in den Ruhestand zurück und überließ die Führung der Werkstatt zwei seiner Söhne. Nach dem Tod eines seiner Söhne überwachte Georges Jacob gemeinsam mit seinem überlebenden Sohn François-Honoré-Georges Jacob-Desmalter persönlich die Möbelproduktion. Zu diesem Zeitpunkt stellte die Familie unter anderem Mobiliar für die Residenzen von Napoléon her.